# Deviationisme
Deviationisme (afwijking) is een begrip uit het Stalinistische communisme dat duidt op gedrag dat niet in lijn is met de officiële partijdoctrine ten tijde van de heerschappij van Jozef Stalin. Iemand die zich niet aan de partijdoctrines hield werd een deviationist genoemd. Dergelijk (vermeend) gedrag kon leiden tot zware gevangenisstraffen.